# Kazuyoshi Hoshino
Kazuyoshi Hoshino (jap. 星野一義 Hoshino Kazuyoshi; ur. 1 lipca 1947 w Shizuoce) – japoński kierowca wyścigowy oraz biznesmen. Uczestniczył w dwóch Grand Prix Formuły 1, w których nie zdobył punktu.
Jego pseudonim brzmiał "najszybszy facet w Japonii" (Nippon ichi hayai otoko). W 1968 Hoshino został motocrossowym mistrzem Japonii w klasach 90 oraz 125 cm³, jeżdżąc Kawasaki. Rok później został fabrycznym kierowcą Nissana i zaliczył debiut w wyścigach samochodowych.
W Formule 1 wziął udział w dwóch Grand Prix Japonii, w 1976 oraz 1977 roku. W obu startował w zespole Heroes Racing. W 1976 jechał Tyrrellem 007, ale nie ukończył wyścigu z powodu uszkodzenia opony na 27 okrążeniu. Rok później Kojimą KE009 był jedenasty.
W 1975 i 1977 wygrał mistrzostwa Japońskiej Formuły 2000, w 1978 – Japońskiej Formuły 2, a w latach 1987, 1990 oraz 1993 był mistrzem Japońskiej Formuły 3000. W latach 1991–1992 wygrał z kolei Japońskie Mistrzostwa Prototypów Sportowych.
Podobnie jak rodak Hasemi, kontynuował karierę wyścigową Nissanem, zwłaszcza modelem Skyline GT-R. Wygrał nim Japońskie Mistrzostwa Samochodów Turystycznych w 1990 roku. Jego jedynym poważnym sukcesem w skali światowej było zwycięstwo w wyścigu Mistrzostw Świata Samochodów Sportowych, co miało miejsce podczas rundy 1000 km Fuji w 1985 roku, zbojkotowanej przez wiele zespołów z powodu ulewnego deszczu.
Ze ścigania wycofał się w 2002 roku. Obecnie prowadzi własny zespół w serii Super GT. Jest także właścicielem firmy Impul, produkującej części zamienne dla Nissana. Jego syn, Kazuki, ściga się w serii Super GT w jego zespole.

## Wyniki w Formule 1
| Legenda oznaczeń w tabelach wyników Wyświetl szablon na nowej stronie | Legenda oznaczeń w tabelach wyników Wyświetl szablon na nowej stronie                                                                     |
| Oznaczenie                                                            | Wyjaśnienie |
| --------------------------------------------------------------------- | --- |
| Złoty                                                                 | Zwycięzca lub mistrzostwo |
| Srebrny                                                               | 2. miejsce lub wicemistrzostwo |
| Brązowy                                                               | 3. miejsce lub II wicemistrzostwo |
| Zielony                                                               | Ukończył, punktował (w klasyfikacji generalnej, gdy zdobył co najmniej jeden punkt na przestrzeni sezonu, poza trzema powyższymi opcjami) |
| Niebieski                                                             | Ukończył, nie punktował (w klasyfikacji generalnej, gdy nie zdobył co najmniej jednego punktu na przestrzeni sezonu)                      |
| Czerwony                                                              | Nie zakwalifikował się (NZ) |
| Czerwony                                                              | Nie prekwalifikował się (NPK) |
| Różowy                                                                | Nie ukończył (NU) |
| Różowy                                                                | Niesklasyfikowany (NS) (w klasyfikacji generalnej, gdy nie został sklasyfikowany w żadnym wyścigu sezonu)                                 |
| Czarny                                                                | Zdyskwalifikowany (DK) |
| Czarny                                                                | Wykluczony (WYK/EX) |
| Biały                                                                 | Nie wystartował (NW) |
| Biały                                                                 | Kontuzjowany (K/INJ) |
| Biały                                                                 | Wyścig odwołany (OD/C) |
| Bez koloru                                                            | Został wycofany (WYC/WD) |
| Bez koloru                                                            | Nie przybył (NP/DNA) |
| Bez koloru                                                            | Nie brał udziału w treningach (NT/DNP) |
| Bez koloru                                                            | Nie został zgłoszony (–) |
| Pogrubienie                                                           | Start z pole position |
| Kursywa                                                               | Najszybsze okrążenie wyścigu |
| †                                                                     | Nie ukończył, ale jego rezultat został zaliczony ze względu na przejechanie więcej niż 90% dystansu wyścigu.                              |
| *                                                                     | Sezon w trakcie |
| 1/2/3                                                                 | Punktowana pozycja w sprincie kwalifikacyjnym                                                                                             |
| Lista systemów punktacji Formuły 1                                    | |

| Rok  | Zespół        | Samochód     | Silnik      | 1   | 2   | 3   | 4   | 5   | 6   | 7   | 8   | 9   | 10  | 11  | 12  | 13  | 14  | 15  | 16     | 17     | Msc. | Pkt. |
| ---- | ------------- | ------------ | ----------- | --- | --- | --- | --- | --- | --- | --- | --- | --- | --- | --- | --- | --- | --- | --- | ------ | ------ | ---- | ---- |
| 1976 | Heroes Racing | Tyrrell 007  | Ford DFV V8 | BRA | ZAF | USW | ESP | BEL | MCO | SWE | FRA | GBR | DEU | AUT | NLD | ITA | CND | USA | JAP NU |        | –    | 0    |
| 1977 | Heroes Racing | Kojima KE009 | Ford DFV V8 | ARG | BRA | ZAF | USW | ESP | MCO | BEL | SWE | FRA | GBR | DEU | AUT | NLD | ITA | USA | CND    | JAP 11 | –    | 0    |